# Światogor

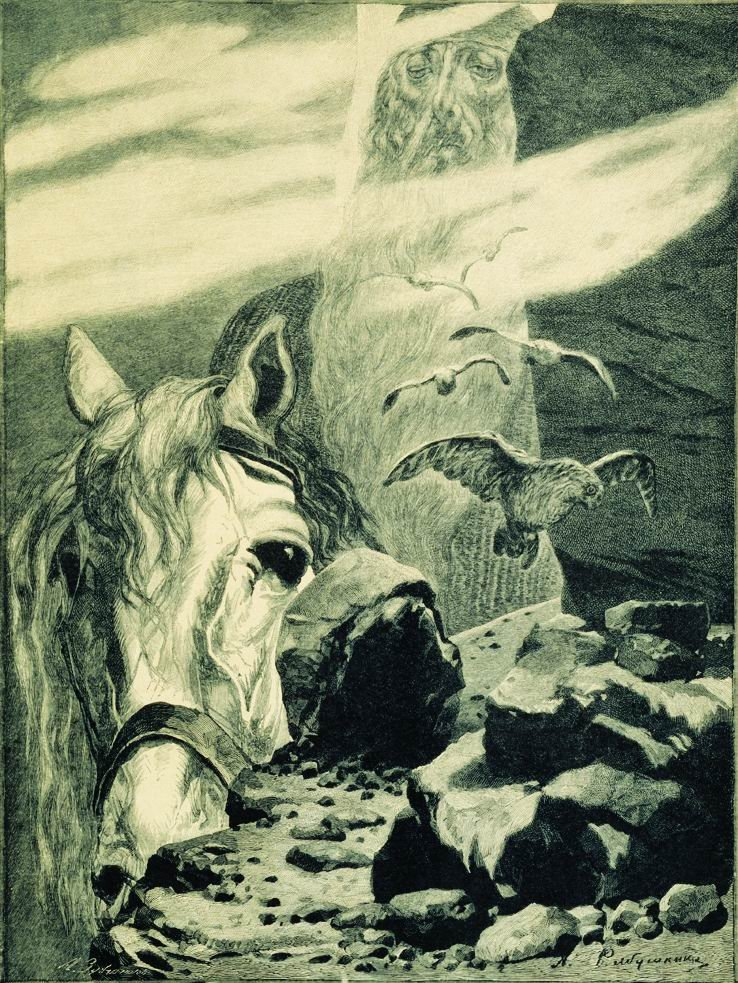
Ilustracja Andrieja Riabuszkina z 1895 r.

Światogor, Swiatogor – ludowa mityczna postać, bohater ruskich bylin, według których miał być olbrzymem o nadludzkiej mocy.
Według podań, ziemia nie mogła utrzymać jego ciężaru, wobec czego musiał wędrować po skalistych górach. Światogor zamieszkiwał samotnie Święte Góry. Pomimo swojej niezwykłej siły, nie był w stanie podnieść należącego do Mikuły Sielaninowicza worka z zaklętym w środku ciężarem ziemi. Próba udźwignięcia go spowodowała, że Światogor pogrążył się w gruncie i zginął.
Według innej wersji mitu, Światogor spotkał podczas jednej ze swoich wędrówek Ilję Muromca, z którym zawarł przymierze i został jego mistrzem. W czasie wspólnej wyprawy natknęli się na metalową trumnę. Światogor, próbując ją otworzyć, został w niej uwięziony. Umierając, przekazał Ilji część swojej mocy.